# Aragona-Caldare vasútállomás
Aragona-Caldare vasútállomás egy vasútállomás Olaszországban, Szicília régióban, Agrigento megyében, Aragona településen. Forgalma alapján az olasz vasútállomás-kategóriák közül az ezüst kategóriába tartozik.

## Vasútvonalak
Az állomást az alábbi vasútvonalak érintik:
- Palermo–Agrigento–Porto Empedocle-vasútvonal
- Catania–Agrigent-vasútvonal